# Jabłoniówka (struga)
Jabłoniówka – lewy dopływ Narewki, płynie w Polsce (w województwie podlaskim) przez Równinę Bielską. Długość rzeki wynosi 12,95 km.

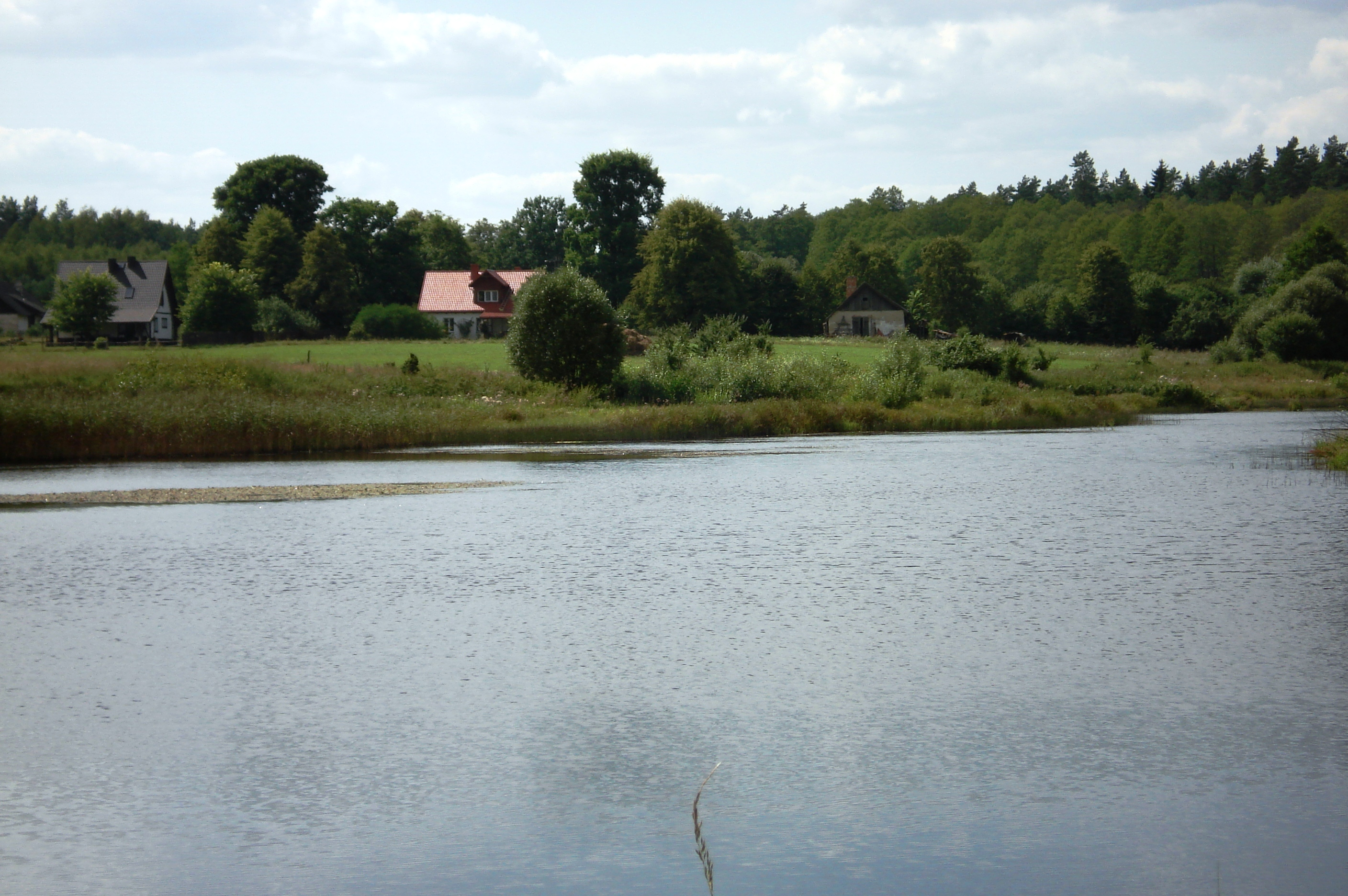
Stawy na rzece Jabłoniówka we wsi Gnilec

Jabłoniówka w XVI wieku była rzeką graniczną między Koroną a Litwą.

## Położenie
Obecne źródło znajduje się wśród pól i zostało utworzone sztucznie ze względu na meliorację terenu. Dawne źródło Jabłoniówki znajdowało się na skraju lasu w pobliżu miejscowości Olchowa Kładka. Jabłoniówka przepływa przez Puszczę Białowieską, a dokładniej w części Puszczy Ladzkiej. Według niektórych źródeł struga stanowi umowną granicę między Puszczą Ladzką a Puszczą Białowieską, choć obecnie częściej za taką granicę uważa się drogę wojewódzką nr 687.
Struga w środkowym biegu działa nawadniająco na mokradła, które otaczają rzekę.
Miejscowości nad Jabłoniówką: Borysówka, Golakowa Szyja, Olchowa Kładka, Gnilec, Bernacki Most, Ochrymy.
W latach 80. w miejscowości Gnilec powstał akwen spiętrzający odcinek Jabłoniówki. Obecnie znajduje się tam zapora wodna oraz 2 sztuczne zbiorniki wodne o powierzchni 5 ha.

Jabłoniówka w Puszczy Białowieskiej (oznaczona błękitnym kolorem)